# Carlo Marescotti Ruspoli
Carlo Marescotti Ruspoli (New York, 19 ottobre 1892 – El Alamein, 24 ottobre 1942) è stato un militare italiano, insignito della medaglia d'oro al valor militare alla memoria nel corso della seconda guerra mondiale.

## Biografia
Nacque a New York, Stati Uniti d'America, il 19 ottobre 1892, all'interno di un nobile ed antico casato di origine fiorentina, figlio di Carlo e di Palma Maria Talleyrand Perigord. Discendente nipote del noto esploratore Eugenio Ruspoli ucciso in Abissinia nel 1893, e fratello di Costantino partecipò alla prima guerra mondiale dapprima come sottotenente di complemento nel Reggimento "Savoia Cavalleria" (3º) e poi, come tenente in servizio permanente effettivo nella specialità bombardieri, in servizio presso la Sezione autonoma bombarde da 58B della 12ª Divisione. Decorato con una medaglia d'argento e tre di bronzo al valor militare fu promosso capitano nel 1921 dopo aver disimpegnato incarichi del governo all'estero, fu trasferito nel Reggimento "Cavalleggeri Guide" (19º).
Nel 1935 venne destinato, a domanda, al V Gruppo carri veloci mobilitato con il quale partecipò alla guerra d'Etiopia. Rientrato in Italia nel 1936 e promosso maggiore per meriti eccezionali, prestò poi servizio preso l'Ufficio Militare del Ministero dell'Africa Italiana ed allo Stato maggiore. Promosso tenente colonnello il 1º gennaio 1940, con il Reggimento "Genova Cavalleria" (4º) nell’aprile 1941 partecipò alla invasione della Jugoslavia e quindi, volontariamente, passò nella specialità paracadutisti. Trasferito al 2º Reggimento, divenuto poi il 186º Reggimento della 185ª Divisione paracadutisti "Folgore", fu prima comandante del VII Battaglione e poi vice comandante del reggimento. Nel luglio 1942 partì per l'Africa Settentrionale Italiana raggiungendo il fronte ad El Alamein, assumeva il comando di un raggruppamento paracadutisti denominato prima "Ruspoli" e poi "Marescotti". Il Raggruppamento "Ruspoli", alla vigilia della seconda battaglia di El Alamein, era schierato nel settore nord della Divisione paracadutisti "Folgore", a Deir El Munassib.
Secondo la testimonianza del tenente generale della riserva Gualtiero Stefanon egli cadde in combattimento nel settore di Deir El Munassib la sera del 24 ottobre, durante un secondo contrattacco per ristabilire definitivamente la situazione sul proprio fronte. L'azione riuscì solo parzialmente, ed al prezzo di pesanti perdite.

### Annotazioni
1. ↑  Ben lontano dal Passo del Cammello, dove secondo il compilatore della motivazione si sarebbero verificati i fatti che avrebbero portato alla sua morte. Il Passo del Cammello era presidiato dalla 17ª Divisione fanteria "Pavia" e lì, in quella data, non accadde nulla di rilievo.

### Fonti
1. ↑  Gruppo Medaglie d’Oro al Valore Militare 1965, p. 109.
2. 1 2 3 4 5 6 7 8  Combattenti Liberazione.
3. 1 2 3  Quattara.
4. ↑   RUSPOLI MARESCOTTI dei principi di Poggio Suasa Carlo, Medaglia d'oro al valor militare, su quirinale.it. URL consultato il 23 marzo 2023.
5. ↑  Registrato alla Corte dei conti il 9 ottobre 1944, registro n. 1 Guerra, foglio 259.